# FORMOSAT-7
FORMOSAT-7 ou COSMIC-2 (Constellation Observing System for Meteorology, Ionospheric, and Climate)  est une constellation de 6 micro-satellites  identiques placés en orbite basse mesurant les occultations radio des signaux GPS par l'atmosphère et l'ionosphère terrestre pour déterminer le profil vertical de celle-ci. Il s'agit d'un programme météorologique conjoint entre l'agence spatiale de Taïwan, qui finance 80 % du projet, et l’agence américaine responsable de l'étude de l'océan et de l'atmosphère (NOAA). Ce programme prend la suite de la constellation FORMOSAT-3. La constellation de satellites a été placée en orbite le 25 juin 2019 par une fusée Falcon Heavy.

## Principe de fonctionnement

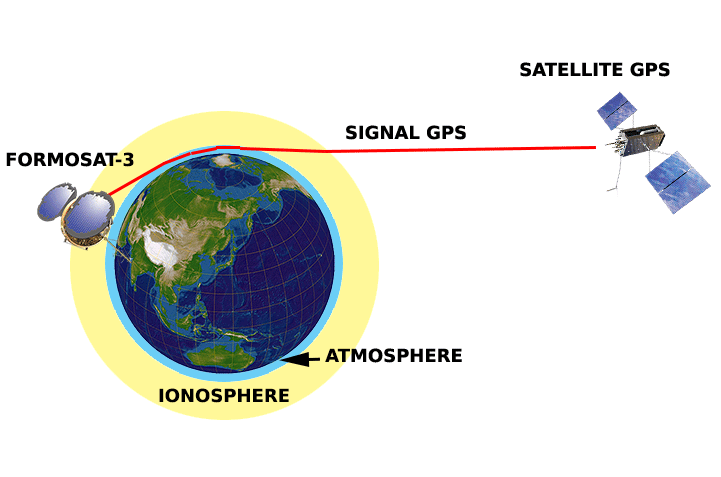
Principe de collecte des données par la constellation de satellites.

Le fonctionnement des satellites de FORMOSAT-7 reposent sur des principes de fonctionnement mis au point avec la constellation de FORMOSAT-3. Leurs instruments analysent les signaux des satellites de type GPS. Ceux-ci circulant sur une orbite moyenne (20 000  km d'altitude) émet un signal radio en bande L sur deux fréquences : 1,575 42 GHz (~19 cm) et 1,227 6 GHz (~24,4 cm). Le principe de l'occultation radio des émissions radio des satellites GPS consiste à placer un récepteur GPS sur un satellite en orbite basse (quelques centaines de km d'altitude). Celui-ci reçoit le signal GPS lorsque le satellite qui l'a émis passe derrière la Terre ou en émerge. Dans ces conditions l'émission radio traverse l'atmosphère terrestre et la réfraction ce milieu modifie la phase et l'amplitude du signal radio. L'importance de la réfraction dépend des caractéristiques du milieu traversé. Cet angle peut être calculé si on connait avec exactitude la position du satellite GPS et celle du satellite récepteur au moment de la réception du signal. L'angle de courbure et donc la réfraction permettent de déterminer la température, de la pression, de la pression partielle de la vapeur d'eau (pour l'atmosphère) et de la densité en électrons (pour l'ionosphère). L'équation suivante fournit les caractéristiques de l'atmosphère traversée une fois éliminée l'incidence de l'ionosphère : N (indice de réfraction) = 77,6*(P/T) +3,73 * 105 * Pe/T2 avec P pression, T température et Pe Pression partielle de la vapeur d'eau. A la différence de FORMOSAT-3 qui ne pouvaient analyser les signaux que des satellites GPS, FORMOSAT-7 permet d'analyser également les signaux des systèmes russe GLONASS et européen Galileo.

## Objectifs
L'objectif principal de la mission de FORMSAT-7/COSMIC-2 est d'effectuer des mesures des  occultations radio en quasi temps réel pour les systèmes de prévisions météorologiques opérationnels mais également pour des recherches dans le domaine météorologique, climatique et ionosphérique. La constellation devrait permettre de générer 4000 profils par jour au niveau des latitudes inférieures à 50°. Le volume de données générés devrait être trois à quatre fois supérieur à celui de la constellation FORMOSAT-3.

## Historique
FORMOSAT-7 a été développé pour prendre la suite de la constellation FORMOSAT-3/COSMIC déployée en 2006. Elle devait initialement comprendre 12 satellites (deux fois plus que FORMOSAT-3) déployés en deux temps, mais ce nombre a été réduit à 6 en octobre 2017 pour des raisons budgétaires. L'agence spatiale taïwanaise NSPO  fournit les 12 satellites, assure l'intégration de la charge utile, prend en charge le contrôle des satellites et récupère une partie des données. L'Armée de l'Air américaine prend en charge le lancement tandis que la NOAA fournit les capteurs et assure conjointement avec l'agence spatiale taïwanaise le contrôle des satellites et la collecte des données. FORMOSAT-7 est le cinquième projet du programme FORMOSAT mis en œuvre par l'agence spatiale taïwanaise.

## Caractéristiques techniques
Les six satellites identiques utilisent la plateforme stabilisée 3 axes SSTL-150 du constructeur aérospatial anglais SSTL déjà utilisée pour d'autres missions spatiales. De forme parallélépipédique, chaque satellite pèse environ 300 kg et ses dimensions sont de 1 x 1,25 x 1,25 m. La durée de vie est de 5 ans. Le système propulsif utilise de l'hydrazine et permet un changement de vitesse total de 141 m/s. Les panneaux solaires  orientables avec deux degrés de liberté génèrent en moyenne 230 watts ; l'énergie excédentaire est stockée dans une batterie d'une capacité de 22,5 A-h. Les télécommunications se font en bande S avec un débit descendant de 2 mégabits et ascendant de 32 kilobits.

## Charge utile
La charge utile, d'une masse de 39,4 kg, est composée de trois instruments :
- L'instrument principal est le récepteur GPS TGRS (Tri-band GNSS Receiver System)  développé par le centre Jet Propulsion Laboratory de la NASA qui mesure le délai dans la phase des ondes radios émises par les satellites GPS, GLONASS et Galileo lorsque celles-ci traversent l'atmosphère terrestre. La courbure de la trajectoire des ondes radio permet d'en déduire les profils atmosphériques de l'ionosphère, la stratosphère et la troposphère. Les signaux captés sont L5, L2C et L1C du système GPS, le CDMA de GLONASS CDMA et les E1 et E5a de Galileo. L'instrument dispose deux types d'antennes qui correspondent aux deux fonctions principales : la détermination de l'orbite (POD) et la mesure des occultations (PO). Le récepteur dispose de 8 canaux, a une masse de 6 kg et consomme 50 watts. Il génère 200 mégaoctets de données par jour.
- IVM (Ion Velocity Meter) est un instrument fourni le laboratoire Air Force Research Laboratory (AFRL) de l'Armée de l'Air américaine. Il mesure les caractéristiques du plasma que traverse le satellite : densité des ions, température et champs électrique.
- Une balise radio RF émettant dans trois longueurs d'onde dont les émissions sont reçues par des récepteurs à Terre, ce qui permet d'effectuer des mesures des caractéristiques de l'ionosphère.